# Verwaltungsgemeinschaft Loburg
In der Verwaltungsgemeinschaft Loburg waren im sachsen-anhaltischen Landkreis Anhalt-Zerbst die Gemeinden Hobeck, Ladeburg, Leitzkau, Rosian, Schweinitz und Zeppernick sowie die Stadt Loburg zusammengeschlossen. Verwaltungssitz war Loburg. Auf 212,45 km² lebten 5.911 Menschen. Am 1. Januar 2005 wurde sie mit den Verwaltungsgemeinschaften Vorfläming und Zerbster Land zur neuen Verwaltungsgemeinschaft Elbe-Ehle-Nuthe zusammengeschlossen. Die Gemeinden Ladeburg und Leitzkau wurden in die Stadt Gommern eingegliedert. Am 1. Juli 2007 wechselten die 4 Gemeinden aus der nun ehem. Verwaltungsgemeinschaft aufgrund der Kreisreform Sachsen-Anhalt 2007 aus dem Landkreis Anhalt-Zerbst (Auflösung) in den Landkreis Jerichower Land.